# Helleia caeruleolunulata
Helleia caeruleolunulata är en fjärilsart som beskrevs av Beuret 1954. Helleia caeruleolunulata ingår i släktet Helleia och familjen juvelvingar. Inga underarter finns listade i Catalogue of Life.